# Robert Blanchard
Robert Blanchard est un ancien joueur et entraineur devenu arbitre international de basket-ball entre 1954 et 1974. Il est né le 1er février 1923 à Roanne (Loire) et décédé le 22 mars 2016 à Thizy (Rhône).

## Biographie

### Carrière de joueur et d'entraineur
Robert Blanchard fait ses débuts en basket-ball en 1938 avec le club de l'AS Roanne. Il remporte le Championnat de France Honneur (deuxième niveau français à cette époque) en 1948 aux côtés d'André Vacheresse.
Il compte 19 sélections en Équipe de France et 41 points marqués (soit 2.15 P/M) entre 1951 et 1953.
À partir de 1960, il entraine l'équipe fanion de l'AS Tarare basket. Son passage en tant qu'entraineur de l'équipe première sera marqué par la montée en Championnat de France Excellence (actuel Pro B) en 1961 ainsi que les signatures de Pierre Dao (futur entraineur de l'équipe de France & arrivé en 1960 à l'ASTB) et Robert Monclar (ancien capitaine de l'équipe de France & arrivé en 1961 à l'ASTB).
Aussi en 1961, il entraine l'AST lors du premier tournoi internationale de Tarare organisé à Pâques et sponsorisé par Taraflex (devenu Gerflor), et notamment sur les éditions qui suivront. Nommé "Challenge Taraflex", ce tournoi rassemblait de prestigieuses équipes nationales, internationales, des sélections étrangères et l’AST. Il est désormais éteint
En 1966, il laisse sa place d'entraineur sénior à Pierre Dao mais ne laisse pas pour autant l'ASTB. Il prend en charge les équipes de jeune de 1967 à 1974.

### Carrière d'officiel

#### Une carrière de légende
Il commence sa carrière d'arbitre à la Fédération française de basket-ball (FFBB) en 1949, carrière qu'il poursuit jusqu'en 1974.
Entre 1954 et 1974, il dirige 236 matches internationaux, notamment une finale olympique en 1956 à Melbourne entre l’URSS et les États-Unis, mais aussi une finale du championnat du monde en 1959 et cinq championnats d’Europe. Auparavant, il fréquente l’équipe de France de basket à 19 reprises.
Il arbitre 14 finales de championnat de France. Arbitre international de 1954 à 1974, il dirige 236 matches internationaux et il reste dans le « top dix » des dix meilleurs arbitres mondiaux pendant dix ans.

#### Désignations majeures
Il a arbitré 236 matchs internationaux et des centaines de matchs en France au cours de sa carrière. La liste ci-dessous regroupe les désignations les plus prestigieuses dans lesquels il a officiées.
- 14 finales du Championnat de France
- 8 matchs aux Jeux olympiques d'été de 1956 en Australie dont la Finale Olympique Masculine à Melbourne opposant les États-Unis à l'URSS (89-55).
- Championnat du monde masculin de basket-ball de 1959 au Chili
- 3 matchs au Championnat d'Europe masculin en 1961
- 2 matchs au Championnat d'Europe féminin en 1962
- 6 matchs aux éliminatoires des Championnats d'Europe
- 4 matchs USA-URSS masculins
- 9 matchs USA-URSS féminins
- Match USA-Europe de 1972
- 35 matchs de la Coupe d’Europe masculine des clubs champions
- 6 matchs de la Coupe d’Europe féminines des clubs champions (avec deux finales en 1968 et 1969)
- Jeux de Moscou en 1957
- Maccabiah Games de 1957 et 1961 en Israël
- Jeux de l'Amitié (ancêtre des Jeux africains) à Dakar de 1963
- Jeux du Pacifique Sud de 1966 à Nouméa (1966_South_Pacific_Games (en))
- Championnat d'Afrique de 1964 à Casablanca
- Jeux Méditerranéens de 1963 à Tunis

### Retraite et reconnaissance
Robert Blanchard prend sa retraite d'arbitre et d'entraineur en 1974 mais ne délaisse pas pour autant le monde du basket-ball. Dès 1975, Il est commissaire technique de la Fédération Française de Basketball, poste qu'il occupera jusqu'en 2005. Il sera aussi commissaire technique de la FIBA à 71 reprises.
De plus, il continue à siéger en tant que membre de la Commission Technique Française d'Arbitrage jusqu'en 1993, place qu'il occupait depuis 1950.
Arbitre extrêmement respecté et légende du corps arbitrale, il laisse son empreinte dans l'arbitrage français et international. Il reçoit plusieurs récompenses notamment le FIBA Silver Whistle en 1975 et le FIBA Order of Merit (en) en 1995 ou encore la Médaille d'or et le Coq d'or de la Fédération Française de Basketball en 2008.Il est aussi décoré de Médaille de la jeunesse, des sports et de l'engagement associatif, échelon or en 2013.
En 2005, il est élu membre de l'Académie du basket-ball français au côté de grand nom du basket-ball français tel que Robert Busnel, Anne-Marie Colchen, Richard Dacoury, Jacques Dessemme, Irène Guidotti ou encore le journaliste Jacques Marchand.
Sa consécration finale sera le 19 septembre 2015, lorsqu'il est intronisé au FIBA Hall of Fame lors de la mi-temps de la finale de l’EuroBasket, au stade Pierre Mauroy à Lille,.
Il est introduit en tant qu'officiel au côté de :
- Anne Donovan
- Michael Jordan
- Ruperto Herrera Tabio
- Sarunas Marciulionis
- Antoine Rigaudeau
- Vladimir Tkachenko
- Jan Stirling (en tant qu'entraineuse de basket-ball)
- Noah Klieger (en tant que contributeur)

Après cette cérémonie, il déclare « Je veux dire merci à la FIBA et à la Fédération française de basket. C'est un grand honneur, une belle distinction. J'ai arbitré pendant 20 ans au niveau international, ça me fait plaisir de voir des gens que j'ai arbitrés. J'étais tout le temps dans ce milieu-là, ça m'a vraiment fait plaisir de répondre à cette invitation. Pour moi, c'est beau. Être à côté des noms comme Michael Jordan et Antoine Rigaudeau est un honneur. «

## Distinctions et récompenses

### Décoration française
- Médaille de la jeunesse, des sports et de l'engagement associatif, or (2013)[12]
- Médaille de la Ville de Roanne (2015)[3]

### Prix
- FIBA Silver Whistle (1975)
- FIBA Order of Merit (en) (1995)[12]
- Médaille d'Or de la Fédération Française de Basketball (2008)
- Coq d'or de la Fédération Française de Basketball (2008)[12]

### Honneurs
- Membre élu de l'Académie du basket-ball français (Promotion 2005)[12]
- FIBA Hall of Fame (2015)
- Classé parmi les dix meilleurs arbitres mondiaux pendant dix ans (tout sport confondus)
- Seul arbitre français à avoir officié lors d'une Finale Olympique (tout sport confondus)[12]